# ポラカントゥス
ポラカントゥス (Polacanthus) は、前期白亜紀（バランギニアン - バレミアン 1億3,200万年前 - 1億1,200万年前）に生息していた曲竜下目に属す草食恐竜の一種。化石はイギリス南部のワイト島などで発見されている。学名の意味は「たくさんのトゲ」で、体長は約5メートル。

## 姿

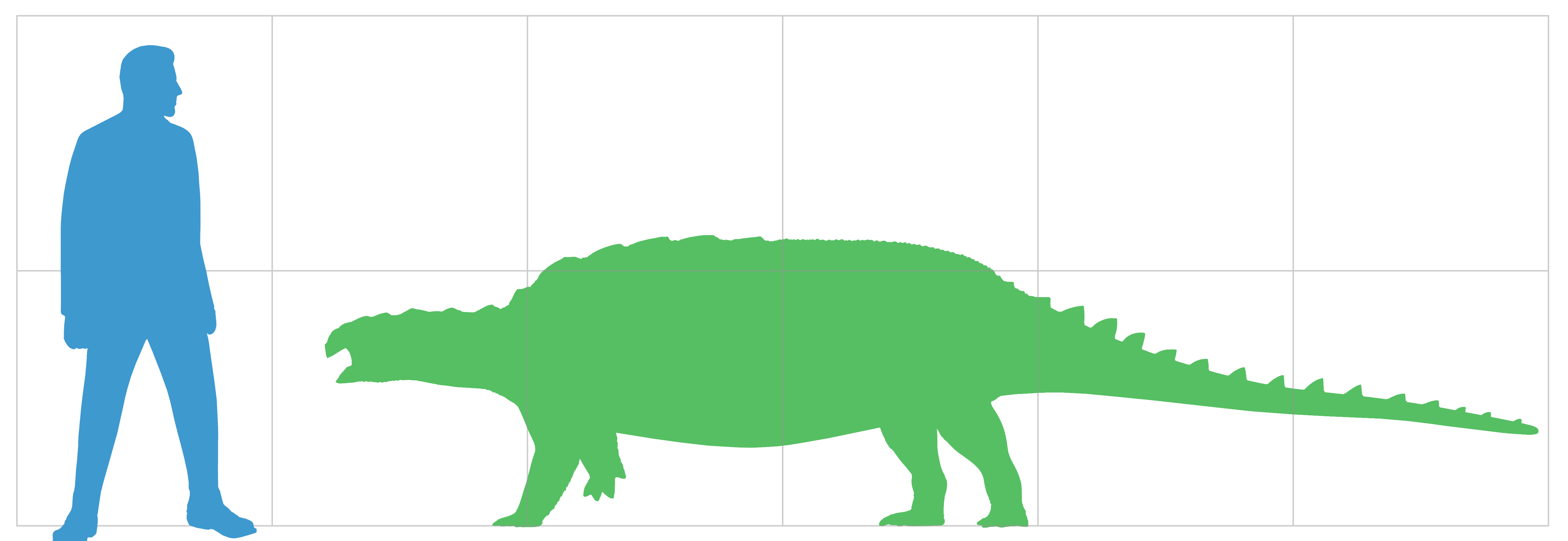
人との大きさ比較

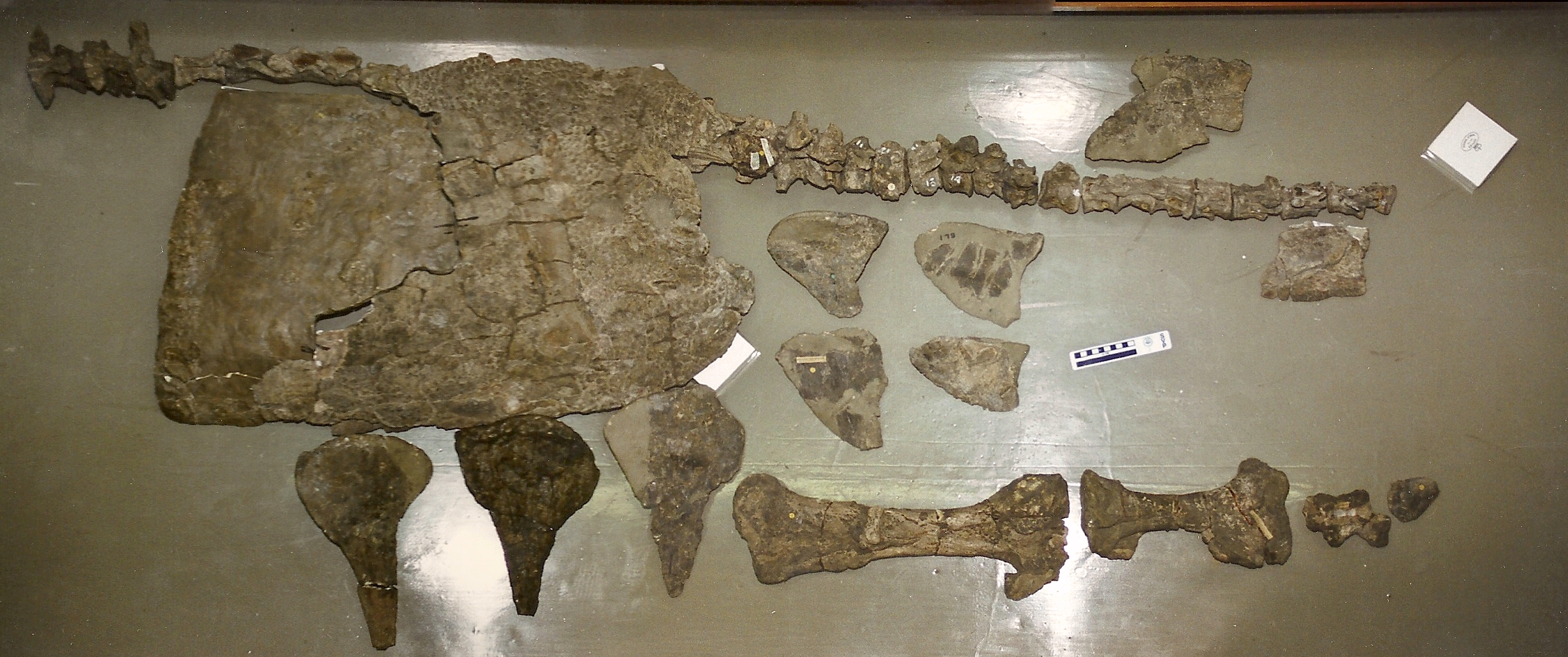
模試標本

体は骨質の板で鎧のように覆われていた。背中には首から腰まで多数のトゲや板が2列に並んでおり、尾は細長く、短めのスパイクが生えている。アンキロサウルスのような「自らの武装を利用した積極的な防衛戦」を行うことはなく、敵に襲われた際は「背中の鎧に頼って、相手があきらめて去るのを待つ」という方法をとったと考えられている。

## 分類
アンキロサウルスのような尾のハンマーを持っておらず、そのためノドサウルス科に分類されていた。しかし、この特徴は祖先より受け継いだものである。そこで、祖先にはない特徴に着目した分岐分類学的な分類の見直しが行われた結果、比較的前後に短く幅の広い頭骨などいくつかの特徴から、他のノドサウルス科の曲竜類よりもアンキロサウルス科に近縁であることが分かった。この発見により、現在では同様の特徴を持つガストニア (Gastonia)、ガルゴイレオサウルス（ガーゴイロサウルスGargoyleosaurus）などとともにアンキロサウルス科ポラカントゥス亜科 (Polacanthinae) もしくはポラカントゥス科 (Polacanthidae) に分類されている。